# بابريون
سلالة المغول أو البابريون كانوا فرعًا من سلالة تيمور التي أسسها بابور والتي حكمت سلطنة مغول الهند منذ نشأتها في عام 1526 حتى أوائل القرن الثامن عشر، ثم كأسياد احتفاليين على جزء كبير من السلطنة حتى عام 1857.
نشأ المغول كفرع من سلالة تيمور في آسيا الوسطى، مع سلالات إضافية من عائلة بورجيجين [الإنجليزية] (العشيرة التي حكمت الإمبراطورية المغولية ودولها الخلف). كان مؤسس السلالة، بابور (من مواليد 1483)، من نسل مباشر للفاتح الآسيوي تيمور (1336-1405) من جهة والده، ومن نسل الإمبراطور المغولي جنكيز خان (توفي عام 1227) من جهة والدته، وكان لأسلاف بابور انتماءات أخرى مع جنكيز خان من خلال الزواج والأصل المشترك. كان لدى العديد من أباطرة المغول اللاحقين أصول هندية وفارسية مهمة من خلال تحالفات الزواج.
خلال جزء كبير من تاريخ الإمبراطورية، كان الإمبراطور يعمل كرئيس مطلق للدولة ورئيس للحكومة ورئيس للجيش، بينما خلال عصرها المتدهور انتقلت الكثير من السلطة إلى مكتب الصدر الأعظم وأصبحت الإمبراطورية مقسمة إلى العديد من الممالك الإقليمية والدول الأميرية. ومع ذلك، حتى في العصر المتدهور، ظل الإمبراطور المغولي يمثل أعلى مظهر من مظاهر السيادة في شبه القارة الهندية . لم يشارك في احتفالات الاعتراف بالإمبراطور باعتباره حاكمًا للهند فقط النبلاء المسلمون، بل شارك أيضًا زعماء المراثا والراجبوت [الإنجليزية] والسيخ. قامت شركة الهند الشرقية البريطانية بخلع العائلة الإمبراطورية وإلغاء الإمبراطورية في 21 أيلول 1857 أثناء الثورة الهندية عام 1857. وأعلنت المملكة المتحدة إنشاء الحكم البريطاني في العام التالي.
حاكم البريطانيون وأدانوا الإمبراطور الأخير بهادر شاه الثاني (حكم. 1837–1857 م)، ونفوه (1858) إلى يانغون في بورما التي كانت تسيطر عليها بريطانيا (ميانمار الحالية).

## التاريخ
يقال تقليديًا أن سلطنة المغول تأسست في عام 1526 على يد بابور، وهو أمير تيموري من أنديجان التي تقع اليوم في أوزبكستان . بعد أن فقد ممتلكاته العائلية في آسيا الوسطى، استقر بابور أولاً في كابول ثم انتقل في النهاية نحو شبه القارة الهندية. انقطع حكم المغول لمدة 16 عامًا على يد الصوريين أثناء حكم همايون. يعتقد عالم اللغويات والفيزيائي الروسي الشهير فلاديمير براغينسكي [الإنجليزية] أيضًا أن أدب حكايات آتشيه [الإنجليزية] من سلطنة آتشيه كان متأثرًا بتأريخ سلالة المغول، حيث اكتشف أوجه التشابه في البنية الحرفية لحكايات آتشيه مع محفوظات تيموري، حيث شارك الأول موضوعًا مشابهًا مع الأخير حول حياة ومآثر بطل محفوظات تيموري، تيمور. وجد براجينسكي أيضًا أوجه تشابه في بنية كل من حكايات آتشيه ومحفوظات تيموري مع مخطوطة أكبر نامه.

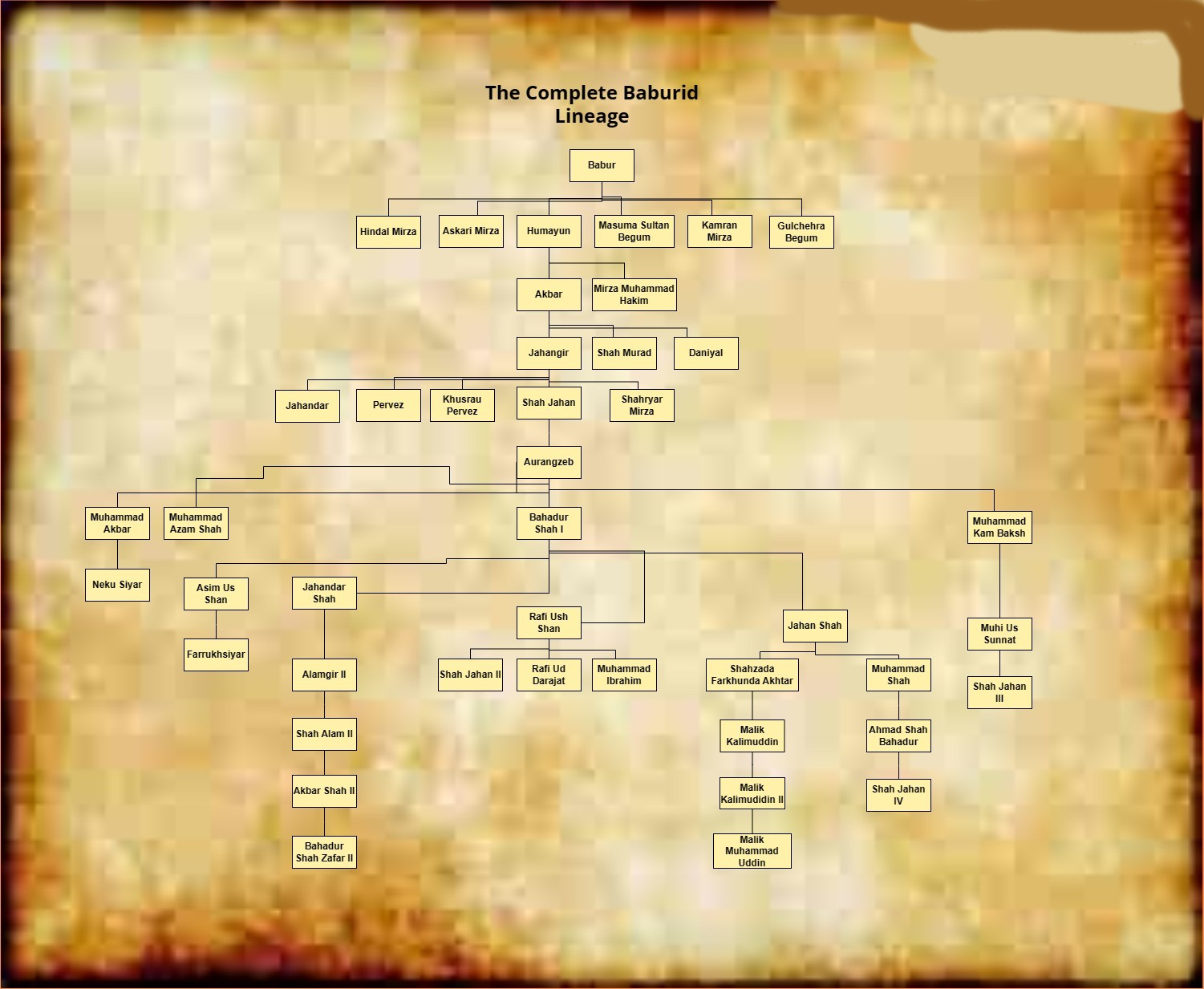
يمثل سلالة المغول جميع الأحفاد المذكورين في المصادر المكتوبة والمصادر الشفهية التي تم العثور عليها والبحث فيها في العصر الجديد.

## خلافة العرش

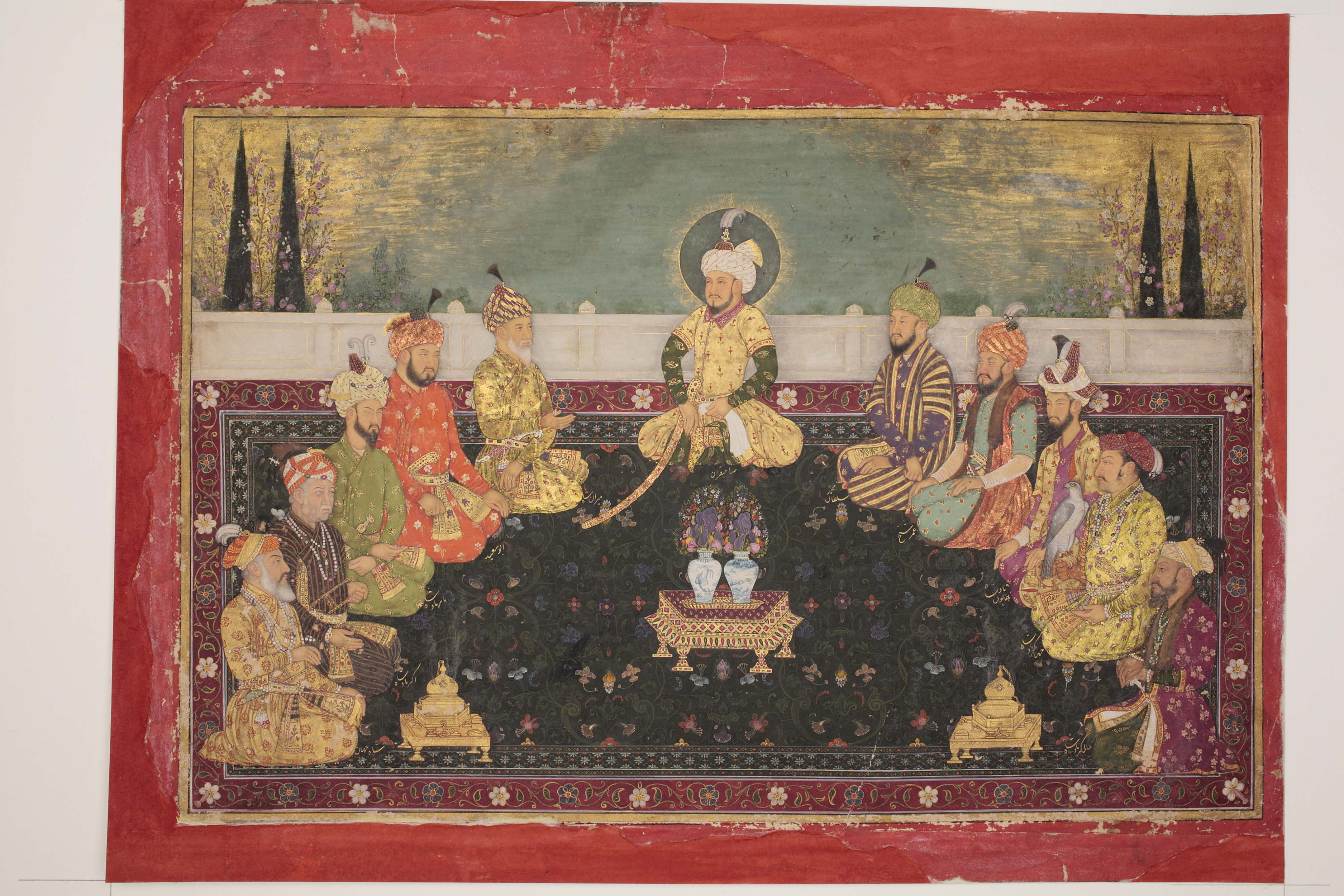
صورة جماعية لحكام المغول، من بابور إلى أورنجزيب ، مع الجد المغولي تيمور جالسًا في المنتصف. على اليمين: شاه جهان ، أكبر ، وبابور، مع أبو سعيد السمرقندي وابن تيمور، ميران شاه. على اليسار: أورنجزيب، وجهانكير ، وهمايون ، واثنان من أبناء تيمور الآخرين ، عمر شيخ ومحمد سلطان. تم إنشاؤها ق. 1707–12

كانت سلالة المغول البابرية تعمل بموجب عدة فرضيات أساسية: أن السلطان يحكم كامل أراضي السلطنة بسيادة كاملة، وأن شخصًا واحدًا فقط في كل مرة يمكن أن يكون السلطان، وأن كل عضو ذكر في السلالة كان مؤهلاً نظريًا ليصبح السلطان، على الرغم من تعيين وريث واضح عدة مرات في تاريخ السلالة. ومع ذلك، كانت العمليات المحددة التي من خلالها ارتقى الأمراء الإمبراطوريون إلى عرش الطاووس خاصة جدًا بسلطنة مغول الهند. للدخول في تفاصيل أكثر حول هذه العمليات، يمكن تقسيم تاريخ الخلافة بين الأباطرة إلى عصرين: عصر الخلافة الإمبراطورية (1526-1713) وعصر خلافة الوصاية (1713-1857).

## الخلاف على ورثة السلالة لليوم
كان الأباطرة المغول يمارسون تعدد الزوجات. بالإضافة إلى زوجاتهم، كان لديهم أيضًا العديد من المحظيات في حريمهم، الذين أنجبوا الأطفال. وهذا يجعل من الصعب تحديد جميع أبناء كل إمبراطور.
يزعم رجل في الهند يُدعى حبيب الدين توسي أنه من نسل بهادر شاه الثاني، لكن ادعائه لا يُصدقه الجميع على نطاق واسع.
ادعت امرأة أخرى تدعى سلطانة بيجوم، تعيش في الأحياء الفقيرة في كلكتا، أن زوجها الراحل ميرزا محمد بيدار بخت كان حفيد بهادر شاه الثاني.
كان يعقوب ضياء الدين توسي هو سليل الجيل السادس لآخر إمبراطور مغولي وهو بهادر شاه ظفر. كان يعيش توسي في حيدر آباد، وكان لا يزال يعتقد أن الحكومة ستُسلم ممتلكات المغول السابقين إلى ورثتهم الشرعيين. كما طالب بإعادة المنح الدراسية لأحفاد المغول، التي أوقفتها الحكومة منذ فترة. ويريد رفع هذا المبلغ إلى 8000 روبية هندية، وأن تُمنح الحكومة أبناء المغول المتضررين ماليًا للنهوض بهم. إن لتوسي ولدين.
يعقوب ضياء الدين توسي لديه أيضًا أخ أصغر يعقوب شجي الدين توسي. خدم شاجي الدين توسي البلاد كجزء من القوات الجوية الهندية. كان ضيفًا للدولة في طشقند، أوزبكستان برفقة شقيقيه الأكبر. سافر بشكل متكرر إلى الشرق الأوسط وآسيا الوسطى. عاش في حيدر أباد مع ولديه يعقوب مزمل الدين توسي ويعقوب مدثر الدين توسي.

## قراءة إضافية
- Asher، Catherine Ella Blanshard (2003) [First published 1992]. Architecture of Mughal India. The New Cambridge History of India. Cambridge University Press. ج. I:4. ص. 368. ISBN:978-0-521-26728-1.